# 利率上限
利率上限（interest rate cap）是一種金融衍生工具，利率上限的買方可在標的利率高過履約價的每段期間結束時獲得利潤。例如一個利率上限可以是每月倫敦同業拆放利率（LIBOR）超過2.5%時需付款給買方的協議。
利率下限（interest rate floor）是一種類似的協議，利率下限的買方在標的利率低於履約價的每段期間結束時獲得報酬。
利率上限和利率下限可用來規避利率波動的風險。例如，需要支付LIBOR浮動貸款利息的借款人在購買履約價為2.5%的利率上限後，在LIBOR利率超過2.5%的時候可用利率上限的回報金額來幫助他支付當期的利息費用。

## 利率上限
利率上限可被分析成是一系列的歐式看漲期權或利率上限期權。這些期權存在於每個利率上限合約生效的期間內。
在數學上，一個履約價為K的利率上限期權在利率為L時的收益為：
{\displaystyle N\cdot \alpha \max(L-K,0)}
其中，N是交換的名義本金，{\displaystyle \alpha }是利率為L的計息天數。
假設你持有一個履約價為2.5%，2007年2月1日到期的利率上限期權，假定標的利率為6個月LIBOR，名義本金為100萬美元，如果在2月1日美元LIBOR升到3%，你將收到：
{\displaystyle \$1M\cdot 0.5\cdot \max(0.03-0.025,0)=\$2500}

## 利率下限
利率下限是一系列的特定參考利率歐式看跌期權或利率下限期權。買方在利率低於履約價的期限到期日可獲得收益。

## 定價

### 布萊克模型
最簡單也最普遍的利率上限期權定價方法是布萊克模型。在這個模型下我們假設標的利率呈對數正態分布，波動性為{\displaystyle \sigma }. 
一個以LIBOR為標的利率，在T時間支付的利率上限期權的現值為：
{\displaystyle V=\alpha P(0,T)\left(FN(d_{1})-KN(d_{2})\right),}
其中
P(0,T) 是今天對T時間的貼現率
F是遠期利率。對於LIBOR利率這等於{\displaystyle {1 \over \alpha }\left({\frac {P(0,t)}{P(0,T)}}-1\right)}
K是履約價
N是標準正態累積分布函數
{\displaystyle d_{1}={\frac {\ln(F/K)+0.5\sigma ^{2}t}{\sigma {\sqrt {t}}}}}
以及
{\displaystyle d_{2}=d_{1}-\sigma {\sqrt {t}}}

## 利率上下限
利率上下限（interest rate collar）是一種同時買入和賣出具有相同標的利率、到期日和相同名義本金的利率上限和利率下限的金融衍生品。